# Oïdium
 (décembre 2019).
Si vous disposez d'ouvrages ou d'articles de référence ou si vous connaissez des sites web de qualité traitant du thème abordé ici, merci de compléter l'article en donnant les références utiles à sa vérifiabilité et en les liant à la section « Notes et références ».
Taxons concernés
- Famille concernée :
  - Erysiphaceae
- Genres concernés :
  - Erysiphe
  - Podosphaera
  - Sphaerotheca
  - Uncinula
- Espèces : voir textemodifier

L'oïdium, appelé aussi pourriture blanche ou maladie du blanc, est le nom générique donné à une série de maladies cryptogamiques causées par la forme asexuée de certains champignons ascomycètes appartenant à l'ordre des Erysiphales et à la famille des érysiphacées.
Ces champignons sont responsables d'épiphyties qui parasitent, de manière plus ou moins spécifique, diverses espèces de plantes cultivées. Bien connue des jardiniers, des pépiniéristes et des agriculteurs, cette maladie des plantes s'attaque principalement à certaines espèces d'arbres comme le chêne, l'érable, le cognassier, le pommier ou l'aubépine qui y sont particulièrement sensibles. Elle se manifeste, comme la rouille, par des sortes de pustules apparaissant sur les organes aériens (feuilles, bourgeons, fruits), et qui peuvent se développer pour former un feutrage blanc (correspondant au développement d'un mycélium poudreux épiphytique) sur lequel sont parfois observés des points ou masses colorées, organes de reproduction sexuée généralement produits qu'en fin de saison, ou lorsque les conditions du milieu sont favorables à leur formation. Cette maladie des plantes est causée par des champignons phytopathogènes qui sont des parasites obligatoires biotrophes. 21 genres et 440 espèces de champignons infectent plus de 40 000 espèces de plantes (40 ordres de plantes à fleurs).

## Étymologie

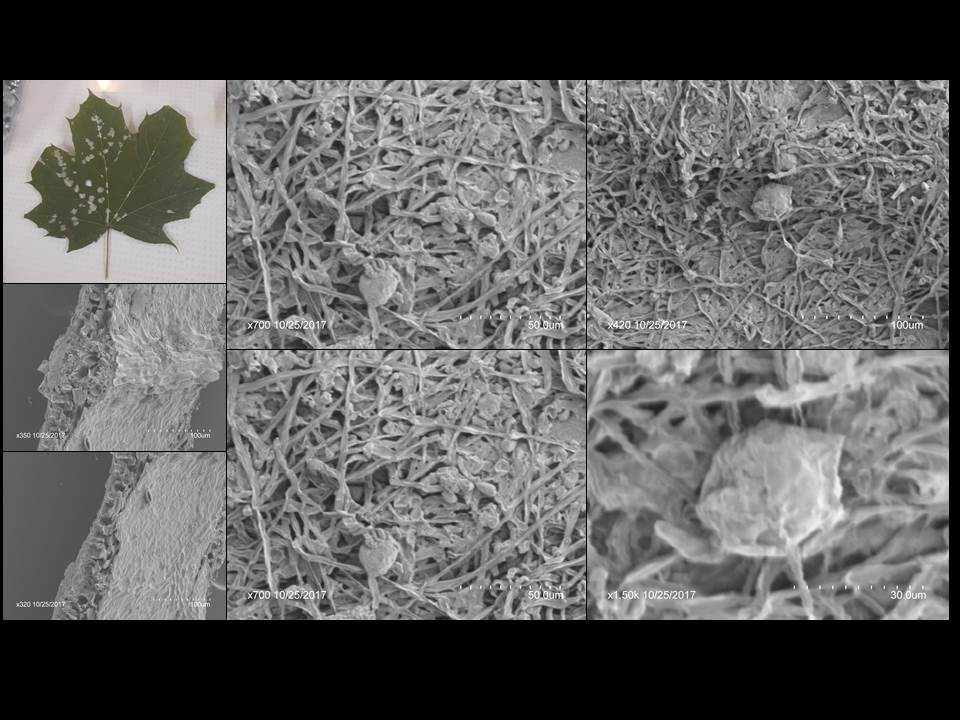
Observation en microscopie électronique à balayage du mycélium qui donne naissance à des spores d'été (conidies) en forme d'œuf chez l'oïdium de l'érable.

Oïdium est emprunté (1825) au latin scientifique oïdium, formé sur le grec ôon « œuf » et le suffixe -idium, signifiant « qui ressemble à un œuf », en référence à certains mycéliums fongiques qui donnent naissance à des spores en forme d'œufs. Le mot désigne d'abord le champignon parasite puis, par métonymie (1874), la maladie qu'il produit.

## Principales formes d'oïdium

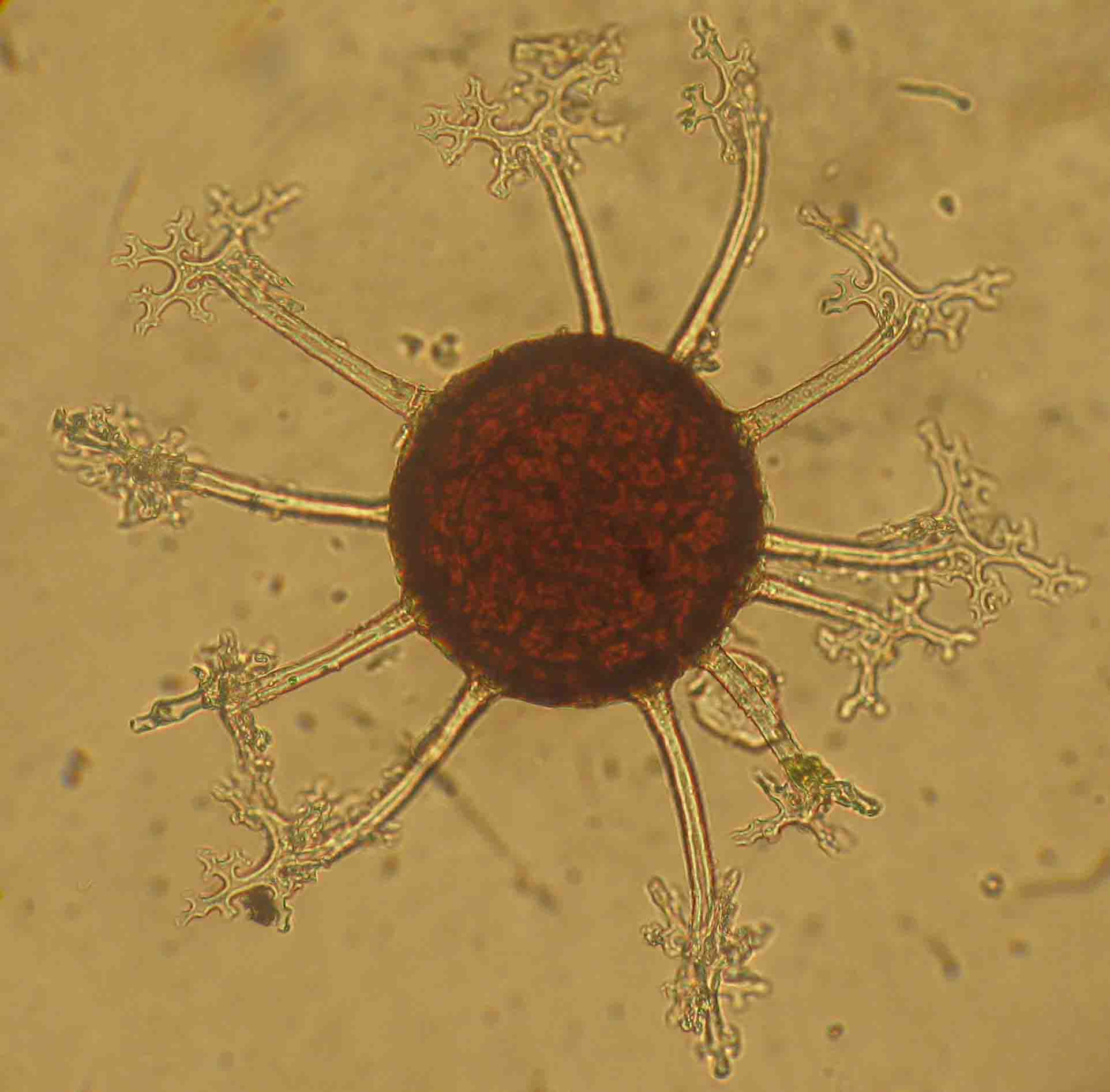
Cléistothèce de Erysiphe alphitoides sur chêne pédonculé.

Les principales formes d'oïdium sont, selon  l'OEPP (EPPO Plant Protection Thesaurus).
- oïdium de la noix de cajou - Oidium anacardii
- oïdium australien de la tomate - Oidium lycopersici
- oïdium de la betterave - Erysiphe betae
- oïdium de la bruyère - Oidium ericinum
- oïdium de la Carotte - Leveillula taurica
- oïdium de la chicorée - Golovinomyces cichoracearum
- oïdium de la cinéraire - Podosphaera fusca
- oïdium de la laitue - Golovinomyces cichoracearum
- oïdium de la luzerne - Leveillula taurica
- oïdium de la myrtille - Podosphaera myrtillina
- oïdium de la pomme de terre - Golovinomyces cichoracearum
- oïdium de la reine des prés - Podosphaera filipendulae
- oïdium de la spirée - Podosphaera spiraeae
- oïdium de la tomate - Leveillula taurica
- oïdium de la tomate - Oidium neolycopersici
- oïdium de la verveine - Sphaerotheca verbenae
- oïdium de la vigne - Erysiphe necator, anciennement Uncinula necator
- oïdium de la viorne - Erysiphe viburni
- oïdium de la viorne mancienne - Erysiphe hedwigii
- oïdium de l'abricotier - Podosphaera tridactyla
- oïdium de l'airelle - Microsphaera penicillata
- oïdium de l'artichaut - 'Leveillula taurica
- oïdium de l'aubépine - Podosphaera clandestina
- oïdium de l'aulne - Microsphaera penicillata
- oïdium de l'endive - Golovinomyces cichoracearum
- oïdium de l'euphorbe - Podosphaera euphorbiae
- oïdium de l'hévéa - Oidium heveae
- oïdium de l'hortensia - Microsphaera polonica
- oïdium de l'œillet - Oidium dianthii
- oïdium de l'ortie royale - Neoerysiphe galeopsidis
- oïdium des agrumes - Oidium tingitaninum
- oïdium des berbéris - Microsphaera berberidis
- oïdium des borraginacées - Golovinomyces cynoglossi
- oïdium des céréales - Blumeria graminis
- oïdium des chèvrefeuilles - Erysiphe lonicerae
- oïdium des crucifères - Erysiphe cruciferarum
- oïdium des cucurbitacées - Golovinomyces cichoracearum
- oïdium des cucurbitacées - Golovinomyces orontii
- oïdium des cucurbitacées - Leveillula cucurbitacearum
- oïdium des cucurbitacées - Podosphaera fusca (syn. Sphaerotheca fuliginea)
- oïdium des lamiacées - Erysiphe biocellata
- oïdium des plantes ornementales - Golovinomyces orontii
- oïdium des solanacées - Leveillula taurica
- oïdium du bégonia - Microsphaera begoniae
- oïdium du cerisier - Podosphaera clandestina
- oïdium du châtaignier - Microsphaera penicillata
- oïdium du chêne - Microsphaera alphitoides
- oïdium du chrysanthème - Oidium chrysanthemi
- oïdium du cognassier - Podosphaera leucotricha
- oïdium du concombre - Podosphaera fusca
- oïdium du cornouiller - Microsphaera pulchra
- oïdium du cotonnier - Leveillula taurica
- oïdium du cotonnier - Brasiliomyces malachrae
- oïdium du cyclamen - Oidium cyclaminis
- oïdium du fraisier - Podosphaera aphanis
- oïdium du framboisier - Podosphaera aphanis
- oïdium du frêne - Phyllactinia fraxini
- oïdium du fusain - Erysiphe euonymi
- oïdium du fusain du Japon - Erysiphe euonymi-japonici
- oïdium du groseillier - Podosphaera mors-uvae
- oïdium du haricot - Podosphaera fusca
- oïdium du houblon - Podosphaera macularis'
- oïdium du kalanchoë - Oidium kalanchoeae
- oïdium du lilas - Oidium syringae
- oïdium du lilas des Indes - Erysiphe australiana'
- oïdium du lin - Golovinomyces orontii
- oïdium du manguier - Oidium mangiferae
- oïdium du marronnier - Erysiphe flexuosa
- oïdium du noyer pecan - Microsphaera penicillata
- oïdium du papayer - Oidium caricae-papayae
- oïdium du papayer - Oidium indicum
- oïdium du pêcher - Podosphaera pannosa
- oïdium du platane - Erysiphe platani
- oïdium du poinsettia - Oidium poinsettiae
- oïdium du poirier - Podosphaera leucotricha
- oïdium du pois - Erysiphe polygoni f. sp. pisi
- oïdium du pommier - Podosphaera leucotricha
- oïdium du ramboutan - Oidium nephelii
- oïdium du rosier - Podosphaera pannosa
- oïdium du sainfoin - Leveillula taurica
- oïdium du soja - Microsphaera diffusa
- oïdium du tabac - Golovinomyces cichoracearum
- oïdium du trèfle - Microsphaera trifolii
- oïdium du troène - Erysiphe ligustri
- oïdium européen du groseillier - Microsphaera grossulariae

## Terrains favorables
Contrairement à d'autres groupes de champignons (tavelure, mildiou, rouilles, etc.), il prolifère par temps relativement sec, sous réserve d'un taux d'humidité de 70 à 80 %. C'est souvent en mai qu'il commence ses ravages, favorisé par l'humidité encore bien présente et l'arrivée de la chaleur. Les écarts de température importants entre la nuit et le jour constituent des facteurs favorisant l'apparition de ce champignon qui menace grand nombre de cultures, aussi bien au jardin d'ornement qu'au verger ou au potager... Dans le cas d'attaque importante, la récolte fruitière est réduite.

## Biologie

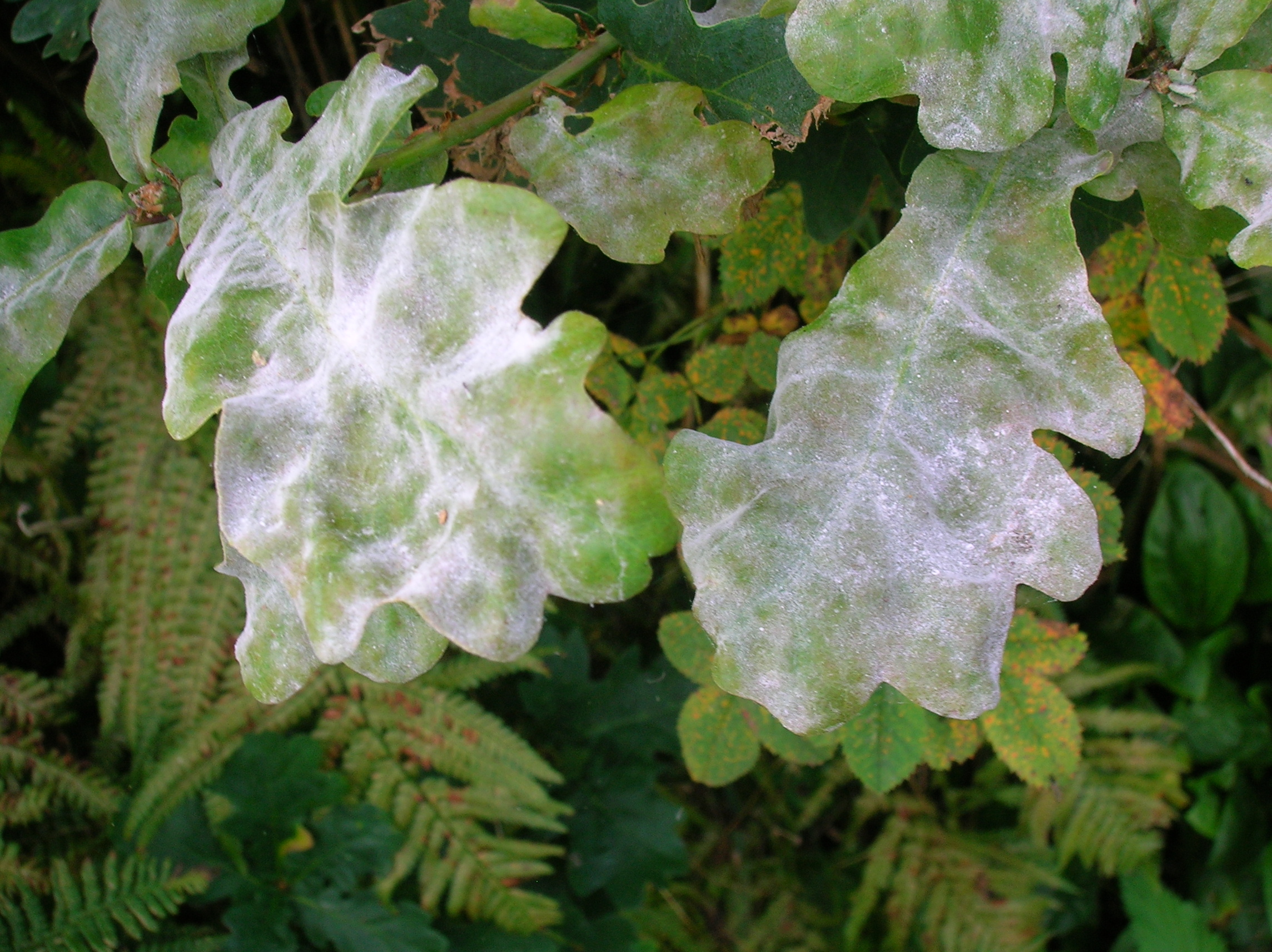
Feuilles couvertes d'un parasite biotrophe, Erysiphe alphitoides, champignon phytopathogène responsable de l'oïdium du chêne.

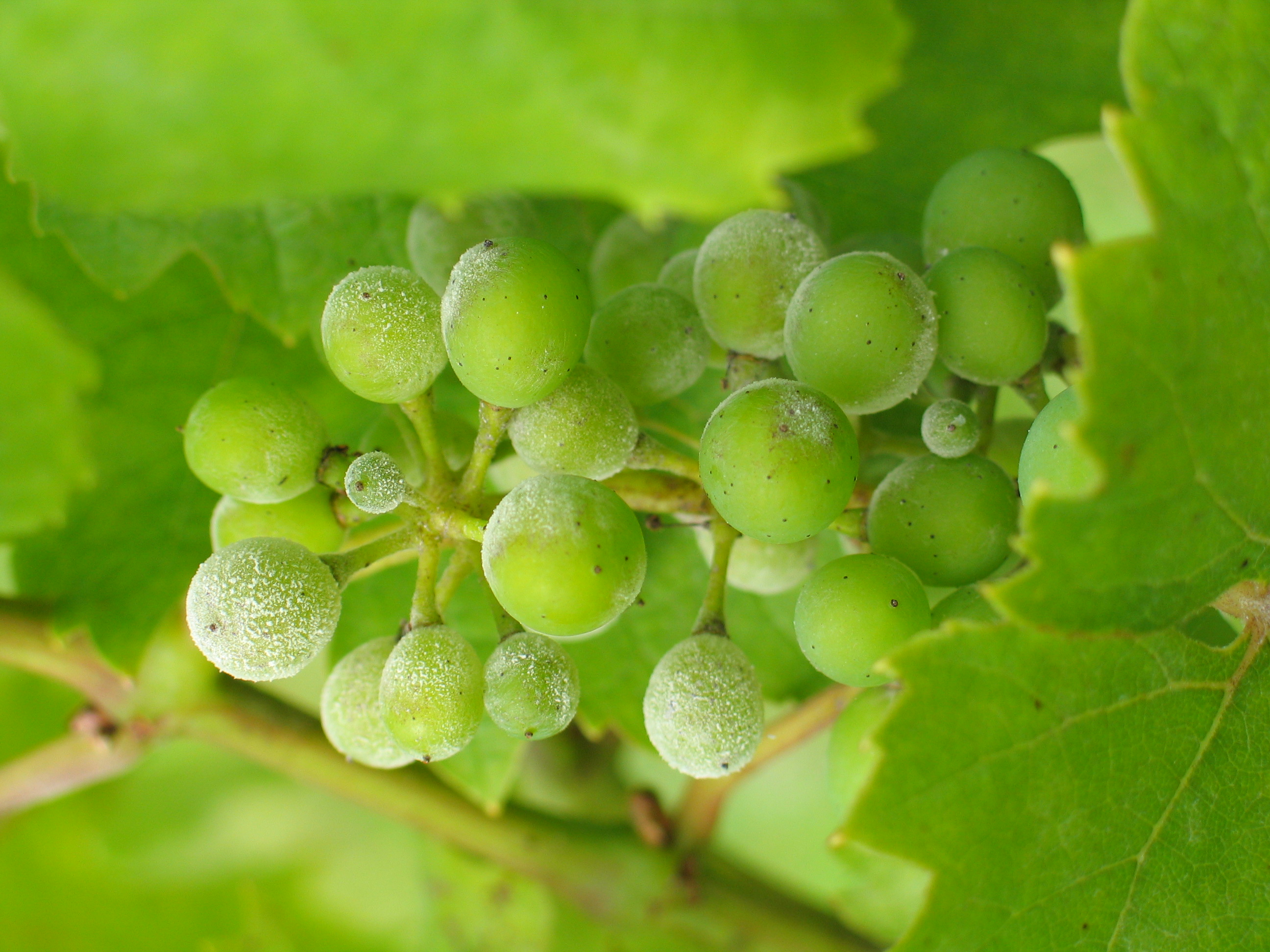
Oïdium sur la vigne.

L'attaque parasitaire commence par l'apparition d'un feutrage (poudre), blanc à blanc-grisâtre, d'aspect farineux à la surface des organes aériens de l'hôte (feuilles, tiges et parfois fleurs ou fruits), d'où son surnom local de « meunier ». Ce feutrage correspond aux hyphes mycéliens et aux spores asexués du champignon. Au contact des cellules épidermiques de l'hôte, le mycélium forme des appressoria prolongés dans ces cellules par des suçoirs (haustoria). Face à cette agression, les tissus végétaux se comportent de différentes manières selon le degré de manipulation du comportement de l'hôte par le parasite (manipulation du métabolisme à son avantage : nutrition, protection) : pas de perturbations morphogénétiques, hypertrophie ou hyperplasie, le parasite dans ce dernier cas accélérant le rythme des mitoses de la plante-hôte afin d'entretenir un plan de réalisation morphogénétique.
L'oïdium peut provoquer une déformation des feuilles, qui se gondolent et se boursouflent. Le champignon se multiplie préférentiellement sur les organes jeunes (feuilles), qu'il envahit et déforme. On note cependant que sur le petit pois, par exemple, ce sont les vieilles feuilles qui sont d'abord atteintes. Dans ce cas d'espèce, la culture tardive est fortement menacée. Sa conservation hivernale peut se faire sous forme de mycélium dans les bourgeons qui donneront alors des pousses totalement infectées appelées pousses "drapeaux".

## Moyens de lutte

Carte de France de l'oïdium

### Traitement à l'eau de Javel
Action préventive ou curative. En pulvérisation préventive en début d'hiver, 25 ml d'eau de Javel pour deux litres d'eau, elle s'applique aussi en curatif, en évitant l'exposition au soleil. Le résultat est concluant même avec une forte infection.
- Avantages : le coût, l'impact environnemental limité — le chlore s'évapore assez rapidement —, pas de taches. C'est un moyen radical de soin pour les rosiers sensibles à ce champignon.
- Désavantages : cela tue la faune et la flore du sol, ce qui diminue la fertilité à moyen terme. Protéger le sol (bâche absorbante ou autre). Préférer donc en curatif dès l'apparition des premiers symptômes.

En solution plus concentrée, ce procédé est également particulièrement efficace pour l'« encre des arbres », des noyers notamment. La guérison et la cicatrisation interviennent rapidement même chez les très vieux spécimens.

### Traitements naturels
L'oïdium est hydrophile : il ne suffit pas de l'asperger d'eau pour éviter son développement. Cependant, l'utilisation de plusieurs infusions de soufre en serre reste très efficace pour lutter contre l'oïdium.
Par ailleurs, la Coccinelle à vingt-deux points (Psyllobora vigintiduopunctata) se nourrit uniquement d'oïdium.

### Action préventive
- Espacement suffisant des plantes pour permettre une bonne aération qui limitera le niveau d'humidité.
- Nettoyages réguliers autour des plantations (dégager le centre des plants pour ne pas favoriser le maintien d'humidité).
- Suppression rapide des parties ou sujets atteints afin d'éviter ou de freiner la propagation (ne pas jeter les parties taillées au sol).
- Ne pas arroser les feuillages ou les fleurs mais arroser au pied du plant.
- Traiter préventivement les sujets sensibles.

#### Traitement au lait
Une vaporisation régulière du feuillage avec du lait écrémé ou du petit lait, dilués à 10 % dans l'eau permet d'éradiquer l'oïdium. Ce traitement fonctionne mieux par temps ensoleillé, la lumière solaire provoquant la création de radicaux peroxydes dans le sérum lacté, qui sont hautement toxiques pour l'oïdium. De plus, cette vaporisation renforcerait les défenses immunitaires de la plante, grâce au fer contenu dans le petit-lait. Utiliser de préférence une dilution de lait écrémé ou demi-écrémé pour éviter les odeurs de décomposition des graisses du lait. Ne pas surdoser le lait sinon d'autres types de champignons se développeraient.

### Action curative
- Suppression lorsque cela est possible des feuilles et rameaux atteints (et les brûler).
- Sous réserve de traiter dès le tout début de l'apparition des premiers symptômes : traitement (pulvérisation ou poudrage) de produits fongicides type myclobutanil (triazole).

#### Traitement au bicarbonate
La pulvérisation de bicarbonate de soude ou bicarbonate de potassium est assez efficace. Leur pH basique empêche les spores de champignon de germer. Dissoudre 5 g  (1 cuillère à café) de bicarbonate de soude ou de bicarbonate de potassium par litre d’eau et ajouter 1 cuillère à café de savon de Marseille liquide, de lait, ou d'huile horticole ou alimentaire afin que la solution s'accroche aux feuilles.
Pulvériser cette solution sous et sur les feuilles et renouveler après toute grosse pluie.
L'utilisation du bicarbonate est tolérée en Agriculture biologique.

#### Traitement au permanganate de potassium
Diluer 1,5 g de permanganate de potassium (disponible en pharmacie) dans 1 litre d’eau. Pulvériser l’arbre ou badigeonner avec un pinceau. Renouveler sous 15 jours. On pourra monter la dose à 15 g/l dans les cas difficiles en veillant à protéger la motte avant usage. Il est cependant  conseillé de compléter ce traitement  48 heures plus tard avec un soufre sublimé ou mouillable.

#### Traitement au soufre
Le soufre, produit de base, employé depuis très longtemps contre l'oïdium (mis au point par Henri Marès vers 1850 sur la vigne), donne toujours de bons résultats en lutte préventive (fin d'automne et début du printemps) ou semi-curative. Il est autorisé en agriculture biologique et peut être employé très près de la récolte car il est totalement biodégradable. Ce traitement est également efficace, ne serait-ce qu'en action secondaire, sur un certain nombre d'autres champignons, d'acariens ou d'insectes, indifféremment que leurs présences soit bénéfique (mycorhize, organisme auxiliaire) ou non.
Il agit par vapeur (on dit qu'il se sublime). En revanche, s'il a été mal réparti ou trop concentré, il peut être agressif sur les plantes par temps calme et chaud (supérieur à 25 °C). Il est conseillé de l’appliquer par des températures comprises entre 10 et 20 °C et de préférence hors soleil (comme tout traitement à pulvériser sur les feuilles), le soir par exemple, pour éviter les brûlures du feuillage. Généralement appliqué en pulvérisation, il forme un dépôt blanc sur les feuilles. Pour un arbre en pot, on peut mettre un petit récipient avec une solution de soufre au pied de l'arbre et les vapeurs de soufre empêchent le développement de l'oïdium.
Le soufre s'achète sous forme de « poudre à mouiller » que l'on dilue donc dans l'eau selon les doses indiquées sur l'emballage ; les augmenter n'améliore pas l'efficacité du traitement. Néanmoins ce "soufre à l'eau" est beaucoup moins efficace que le soufre en poudre.
En l'absence de traitement préventif, lorsque la maladie se déclare, il convient de traiter dès l'apparition des premiers symptômes. L'efficacité baisse très fortement au-delà de 10 à 15 % de surface atteinte.
À savoir que chaque traitement affecte plus ou moins l'environnement proche (sol, insectes, oiseaux...) il est nécessaire de respecter strictement les dosages. Un début d'épidémie peut être ralenti ou stoppé grâce à la bouillie bordelaise, nettement moins toxique que le soufre à grande dose.

#### Traitement à la bouillie bordelaise
Classiquement la bouillie bordelaise n'est pas considérée comme un traitement efficace contre l'oïdium, bien que des travaux en laboratoire aient prouvé une efficacité sur le nombre de cléistothèces formés. Ces traitements traditionnels ne seraient efficaces que de façon préventive sur la maladie, seules des substances chimiques de synthèse ont une relative efficacité curative.

#### Traitements biologiques
Décoction de racines d’ortie ou d'oseille : faire tremper dans un litre d’eau, 100 g de racines pendant 24 h. Laissez frémir 30 minutes et utiliser pur.[réf. souhaitée]
L'oïdium fait partie du régime alimentaire des coccinelles jaunes (Psyllobora vigintimaculata (en)) et de leurs larves, mais leurs déplacements proches des zones infectées d'oïdium entraîne la contamination d'autres zones jusque là saines, rendant leur intérêt limité.